# SATA Air Açores
SATA Air Açores (SATA steht für Sociedade Açoreana de Transportes Aéreos) ist eine portugiesische Regionalfluggesellschaft mit Sitz in Ponta Delgada auf den Azoren und Basis auf dem Flughafen Ponta Delgada. Sie gehört wie auch ihre Schwester Azores Airlines zur Holdinggesellschaft Grupo SATA.

## Geschichte
SATA Air Açores wurde am 22. August 1941 als Serviço Açoriano de Transportes Aéreos (kurz SATA) gegründet und nahm am 15. Juni 1947 zwischen den Inseln São Miguel und Santa Maria ihren Flugbetrieb auf. Ursprünglich ein Privatunternehmen, wurde SATA im Jahr 1980 verstaatlicht.  
1994 übernahm man die portugiesische Oceanair inklusive deren Betriebsgenehmigung für internationale Strecken und benannte sie in SATA Internacional um. 
SATA Air Açores erhielt im Jahr 2010 vom portugiesischen Staat 1,6 Millionen Euro als Gegenleistung für die Flüge zwischen Portugal und den Inseln. Sie befindet sich zu 100 % im Besitz der azoreanischen Regionalregierung.

## Flugziele
Von ihrer Heimatbasis in Ponta Delgada fliegt SATA Air Açores zu den Azoren-Inseln Santa Maria, Terceira, Pico, Faial, São Jorge, Graciosa, Corvo und Flores. Neben Passagieren werden auch Fracht und Post befördert. Mittel- und Langstreckenflüge werden durch die Tochtergesellschaft Azores Airlines durchgeführt.

## Flotte

### Aktuelle Flotte
Mit Stand August 2024 besteht die Flotte der SATA Air Açores aus sieben Flugzeugen mit einem Durchschnittsalter von 18,0 Jahren:
| Flugzeugtyp            | Anzahl | bestellt | Anmerkungen | Sitzplätze | Durchschnittsalter |
| ---------------------- | ------ | -------- | ----------- | ---------- | ------------------ |
| De Havilland DHC-8-200 | 2      |          |             | 37         | 27,3 Jahre         |
| De Havilland DHC-8-400 | 5      |          |             | 78 80      | 14,3 Jahre         |
| Gesamt                 | 7      | —        |             |            | 18,0 Jahre         |

### Ehemalige Flugzeugtypen
Zuvor setzte SATA Air Açores auch folgende Flugzeugtypen ein:
- Hawker Siddeley HS 748
- BAe ATP
- De Havilland DH.104 Dove
- Dornier 228
- Douglas DC-3
- Douglas DC-6

## Zwischenfälle
- Am 13. Dezember 1999 wurde eine BAe ATP der SATA Air Açores (Luftfahrzeugkennzeichen CS-TGM) auf der Azoren-Insel São Jorge in einen Berg geflogen. Die Maschine befand sich auf dem Weg von Ponta Delgada nach Horta auf der Insel Faial. Die Piloten hatten die Freigabe für einen Sichtanflug angefordert und erhalten, als sie in heftige Regenfälle und Turbulenzen gerieten. Dabei verloren sie die Bodensicht. Da sie weder ihr Wetterradar noch die Höhenmesser angemessen benutzten und sich nicht an die vorgeschriebene Mindesthöhe hielten, kollidierte das Flugzeug nahe dem Pico da Esperança mit dem Vulkan Morro Pelado. Die Flughöhe betrug weniger als 1000 Meter, obwohl sich die Maschine noch 56 Kilometer vom Zielflughafen entfernt befand. Heute erinnert ein Gedenkstein an die Opfer. Bei diesem CFIT (Controlled flight into terrain) wurden alle 35 Menschen an Bord getötet.[5]